# Melnik Peak
Melnik Peak är en bergstopp i Antarktis. Den ligger i Sydshetlandsöarna. Argentina, Chile och Storbritannien gör anspråk på området. Toppen på Melnik Peak är 428 meter över havet.
Terrängen runt Melnik Peak är kuperad åt nordväst, men åt sydost är den bergig. Havet är nära Melnik Peak åt nordost. Trakten är glest befolkad. Närmaste befolkade plats är St. Kliment Ohridski Base, 10,8 kilometer väster om Melnik Peak. 